# James Foad
James Foad, né le 20 mars 1987 à Southampton, est un rameur d'aviron britannique. Aux Jeux olympiques de 2012, il faisait partie de l'équipe britannique médaillée de bronze en huit.

## Palmarès

### Jeux olympiques
- 2012 à Londres,  Royaume-Uni
  -  Médaille de bronze en huit

### Championnats du monde
- 2010 à Karapiro,  Nouvelle-Zélande
  -  Médaille d'argent en huit
- 2011 à Bled,  Slovénie
  -  Médaille d'argent en huit